# Großsteingräber bei Damsdorf
Die Großsteingräber bei Damsdorf waren vier megalithische Grabanlagen der jungsteinzeitlichen Trichterbecherkultur bei Damsdorf im Kreis Segeberg in Schleswig-Holstein. Sie tragen die Sprockhoff-Nummern 233–236. Grab 1 wurde 1925 kurz nach seiner Entdeckung zerstört. Die Gräber 2–4 wurden 1906 von Friedrich Knorr archäologisch untersucht. Wann genau sie zerstört wurden, ist unbekannt.

## Lage
Grab 1 befand sich westsüdwestlich von Damsdorf, direkt an der Grenze zu Tarbek. Die genaue Lage der Gräber 2–4 ist nicht überliefert. In der näheren Umgebung gibt es mehrere weitere Großsteingräber: 780 m westlich von Grab 1 liegen die Großsteingräber bei Tarbek und 2,7 km östlich das Großsteingrab Tensfeld. 1,6 km nordnordwestlich lagen die zerstörten Großsteingräber bei Schmalensee.

## Beschreibung

### Grab 1
Diese Anlage besaß ein ost-westlich orientiertes Hünenbett mit einer Länge von 75 m und einer Breite von 5 m. Die steinerne Umfassung war 1925 noch größtenteils erhalten. Die Steine der Schmalseiten waren zum Teil über 2 m hoch. Die Grabkammer lag vermutlich im Ostteil des Betts. Von ihr waren nur noch zwei Steine erhalten, die in einer Sandentnahmegrube lagen.

### Grab 2
Diese Anlage besaß eine nord-südlich orientierte, leicht ovale Hügelschüttung mit einer Länge von 10 m und einer Breite von 8 m. Von der Umfassung waren bei der Untersuchung im Jahr 1906 vor allem im Osten und Westen noch zahlreiche Steine erhalten. Bei der ebenfalls nord-südlich orientierten Grabkammer handelte es sich um ein Ganggrab vom Untertyp Holsteiner Kammer mit einer Länge von 3,1 m und einer Breite von 1,5 m. Es waren vier Wandsteine an der westlichen und drei an der östlichen Langseite und je ein Abschlussstein an den Schmalseiten erhalten. An der Ostseite fehlte der nördlichste Stein. Von den ursprünglich vier Decksteinen waren noch drei erhalten. Zwischen dem von Süden aus gesehen dritten und dem fehlenden nördlichsten Stein der Ostseite befand sich der Zugang zur Kammer. Ihm war ein Gang vorgelagert, der zwei Wandsteine an der Nordseite und einen an der Südseite besaß. Der Gang hatte eine Länge von 1,5 m und eine Breite von 0,5 m.

### Grab 3
Diese Anlage besaß ein ost-westlich orientiertes Hünenbett mit einer Länge von 27 m und einer Breite von 7 m. Die Grabkammer lag in der westlichen Hälfte des Betts. Es handelte sich um einen quergestellten, nord-südlich orientierten erweiterten Dolmen mit einer Länge von 2,2 m und einer Breite von 1 m. Es waren zwei Wandsteinpaare an den Langseiten, ein Abschlussstein an der nördlichen und ein halbhoher Eintrittstein an der südlichen Schmalseite erhalten. Die Decksteine fehlten.

### Grab 4
Diese Anlage besaß ein ost-westlich orientiertes Hünenbett mit einer Länge von 78 m und einer Breite von 7 m. Die Grabkammer lag in der östlichen Hälfte des Betts. Es handelte sich um einen quergestellten, nord-südlich orientierten erweiterten Dolmen mit einer Länge von 2,5 m und einer Breite von 1 m. Es waren ein schmaler und ein auf der Langseite liegender Wandstein an der östlichen und einer von ursprünglich zwei Wandsteinen an der westlichen Langseite sowie ein Abschlussstein an der nördlichen Schmalseite erhalten. Die Südseite war „zugemauert“. Die Decksteine fehlten. Knorr fand bei seiner Untersuchung ein dicknackiges Feuerstein-Beil.